# Мисисипи в пламъци
„Мисисипи в пламъци“ (на английски: Mississippi Burning) е американски исторически криминален трилър на режисьора Алън Паркър, който излиза на екран през 1988 година.
Основава се отчасти на разследването на убийството от 1964 г. на Чейни, Гудман и Швернър в Мисисипи. В него участват Джийн Хекман и Уилям Дефо като агенти на ФБР, разследващи изчезването на тримата борци за граждански права в измисления окръг Джесъп, Мисисипи, които са посрещнати враждебно от жителите на града, местната полиция и Ку Клукс Клан.
Сценаристът Крис Джеролмо започва сценария през 1985 г., след като проучва убийствата на Джеймс Чейни, Андрю Гудман и Майкъл Швернър от 1964 г. Той и продуцентът Фредерик Золо го представят на Orion Pictures, а студиото наема Паркър като режисьор. Сценаристът и режисьорът имат спорове и разногласия относно сценария, и студиото позволява на Паркър да направи некредитирани пренаписвания. Филмът е заснет на редица места в Мисисипи и Алабама, от март до май 1988 г.
След пускането на екран, е критикуван от активисти, участващи в движението за граждански права и свободи, и семействата на Чейни, Гудман и Швернър за измислените събития и недостоверно представяне. Реакцията на критиците като цяло е положителна, основно с похвала, насочена към изпълненията на Хекман, Дефо и Франсис Макдорманд. 
Филмът спечели 34,6 милиона долара в Северна Америка при продуцентски бюджет от 15 милиона долара. Получава седем номинации за Оскар, включително за най-добър филм, и печели за най-добра операторска работа. На сайта Rotten Tomatoes филмът има рейтинг 84% . 

## Сюжет
Двама федерални агенти, разследващи убийствата на трима активисти през 1960-те, трябва да разнищят събитията, която се разиграват в малък южен град в разгара на антагонистичните настроения на сепаратизма.

## В ролите
| Актьор             | Роля                        |
| ------------------ | --------------------------- |
| Джийн Хекман       | Агент Рупърт Андерсън       |
| Уилям Дефо         | Агент Алън Уорд             |
| Франсис Макдорманд | Г-жа Пел                    |
| Бред Дуриф         | Заместник шериф Клинтън Пел |
| Роналд Лий Ърми    | Шериф Тилман                |
| Стивън Тоболовски  | Клейтън Таунли              |
| Майкъл Рукър       | Франк Бейли                 |